# فيوليت كيمبل كوبر
فيوليت كيمبل كوبر (بالإنجليزية: Violet Kemble-Cooper)‏ ممثلة بريطانية (و12 سبتمبر 1886 في لندن) تنحدر من عائلة كيمبل الفنية.

## روابط خارجية
- فيوليت كيمبل كوبر على موقع IMDb (الإنجليزية)
- فيوليت كيمبل كوبر على موقع أول موفي (الإنجليزية)
- فيوليت كيمبل كوبر على موقع قاعدة بيانات برودواي على الإنترنت (الإنجليزية)
- فيوليت كيمبل كوبر على موقع قاعدة بيانات الأفلام السويدية (السويدية)
- فيوليت كيمبل كوبر على موقع إن إن دي بي (الإنجليزية)
- فيوليت كيمبل كوبر على موقع قاعدة بيانات الفيلم (الإنجليزية)